# ليبيا هيرلد
ليبيا هيرلد (بالإنجليزية: Libya Herald)‏ صحيفة ليبية تصدر باللغة الإنجليزية، تم إطلاقها في 17 فبراير 2012، في الذكرى الأولى لأندلاع الثورة الليبية، وتنشر حاليا الاخبار من خلال موقعها على شبكة الإنترنت، وهناك خطط مستقبلية لأطلاق النسخة المطبوعة قريبا من هذه الصحيفة،
صحيفة ليبيا هيرالد جائت مبادرة من الصحفي ميشيل وعمل رئيس تحرير، وكان نائب رئيس التحرير حتى عام 2013 صحفي بريطاني يدعى جورج غرانت الذي كان يعمل مراسلا لصحيفة التايمز في ليبيا، ومن ثم اضطر لمغادرة ليبيا بعد ورود تهديدات له من مجموعات إسلامية تتميز ليبيا هيرالد بالحيادية في نقل الاخبار ويوجد بيها عدد من المراسلين من بنغازى وسبها والكفرة وطرابلس في نقل الاخبار وياتى دعمها من الاعلانات التجارية وكذلك من الاشتراكات الشهرية لمتابعة الاخبار وهي ذات شعبية في وسط الناطقين باللغة الإنجليزية كالسلك الدبلوماسي العامل في ليبيا والمنظمات الدولية كذلك وهناك متابعين لها من خارج ليبيا

## وصلات خارجية
- الموقع الرسمي للصحيفة